# BPMD
Gli BPMD sono un supergruppo heavy metal statunitense sorto per iniziativa di Bobby Ellsworth, nel 2019, che propone brani rivisitati in chiave moderna dei gruppi hard rock americani degli anni 1970.
Il loro nome è l'acronimo dei membri stessi della band.

## Storia
A quanto emerge dai racconti successivi di alcuni membri della band, in realtà, l'intuizione originaria di questo gruppo apparterrebbe al bassista Mark Menghi, il quale, ascoltando per caso dei vecchi brani dei Lynyrd Skynyrd, ebbe l'idea di reinciderli con il supporto di musicisti qualificati.
In un'intervista del gennaio 2019 nel programma televisivo The Blairing Out, Phil Demmel ha rivelato che il progetto si sarebbe chiamato BPMD, in riferimento a tre dei cognomi dei membri e al soprannome di Bobby Ellsworth, Blitz.
L'intento iniziale era quello di incidere cover di varie epoche, ma ben presto la scelta ricadde sugli anni '70, periodo riconosciuto da molti come il migliore di sempre in tema di rock; fu così che, all'inizio del 2019, i vari componenti iniziarono a selezionare delle canzoni, basandosi sul proprio gusto personale.
Ognuno dei quattro musicisti ha quindi scelto due canzoni di quel decennio, e tutti loro insieme hanno selezionato gli altri due titoli, We're an American Band dei Grand Funk Railroad e Walk Away dei James Gang. Le altre band selezionate sono state ZZ Top, Aerosmith, Blue Öyster Cult, Mountain, Cactus e Bloodrock.
La copertina dell'album si rifà a quella del disco dei Van Halen Women and Children First.
Nel marzo 2020 la band ha firmato un contratto con la Napalm Records, e nel maggio dello stesso anno è partita per il nuovo tour.
Il 12 giugno 2020 è stato pubblicato l'album American Made, nel quale questi brani sono rivisitati in chiave sleaze/thrash metal, con arrangiamenti completamente differenti. Questo loro esordio ottenne critiche contrastanti: per alcuni si trattò di un album da ascoltare necessariamente, per altri invece fu considerato un disco soltanto per "appassionati del genere"; il singolo   accolto in maniera migliore è stato We're an American Band, anche grazie al video animato che lo accompagna.

## Formazione
- Bobby Ellsworth - voce (2019-presente)
- Phil Demmel - chitarra (2019-presente)
- Mark Menghi - basso (2019-presente)
- Mike Portnoy - batteria (2019-presente)

## Discografia

### Album in studio
- 2020 - American Made

### Singoli
- 2020 - We're an American Band
- 2020 - Toys in the Attic
- 2020 - Evil